# Justus Christoph Leist

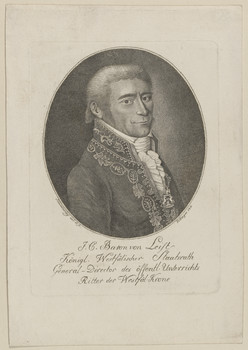
Justus Friedrich Leist (1811)

Justus Christoph Leist (* 24. März 1770 in Rethem; † 30. April 1858 in Celle) war ein deutscher Staatsrechtler und Politiker.

## Leben
Leist studierte ab 1789 Rechtswissenschaften an der Universität Göttingen und schloss dieses mit seiner Promotion zum Dr. iur. 1792 ab. Nach Vervollkommnung seiner Kenntnisse beim Reichshofgericht in Wien wurde er 1795 ao Professor in Göttingen, 1802 wurde er dort zum ordentlichen Professor ernannt. Sein Lehrbuch des deutschen Staatsrechts musste wegen Reichsdeputationshauptschlusses 1803 aus dem laufenden Druck genommen und umgeschrieben werden. Es besaß daher bei Erscheinen eine sehr große Aktualität. Obwohl er noch 1805 Hofrat geworden war, trat er mit Beginn der Franzosenzeit in die Dienste der Regierung des Königreichs Westphalen in Kassel. 
Leist vertrat die Änderungen der rechtlichen Rahmenbedingungen als Mitglied des Staatsrates des neuen Königreichs, auch vor den Reichsständen Westfalens. 1809 wurde er als Nachfolger von Johannes von Müller Direktor des öffentlichen Unterrichts im Königreich Westphalen unter König Jérôme. Er hatte einerseits die Abwicklung der Universitäten in Rinteln und Helmstedt zu vollziehen, aber andererseits förderte er unter den weiter von ihm beaufsichtigten Universitäten Halle (Saale), Marburg an der Lahn sowie Göttingen Letzteres besonders. Hart verfolgte er die an den Universitäten in Form von Landsmannschaften bestehenden Studentenverbindungen, in Göttingen kam es als Folge im September 1809 zur Gendarmen-Affäre. Von Jérôme wurde er in den Freiherrenstand erhoben und bekam diese Karriere nach den Befreiungskriegen deutlich zu spüren. 
Leist wurde zunächst als Klosteramtmann im hannoverschen Ilfeld am Harz eingesetzt. Seine staats- wie kirchenrechtliche Kenntnisse führten jedoch bereits 1817 zur diplomatischen Verwendung als Legationsrat im Rahmen von Verhandlungen einer Delegation zwecks Abschluss des Konkordats mit der Katholischen Kirche. Auch nach dieser Reisebegleitung nach Rom kehrte er 1819 zunächst nach Ilfeld zurück, bis er 1829 nach Stade befördert wurde. 
Einen zweiten Höhenflug in seiner Laufbahn erlebte Leist als Berater von König Ernst August I. von Hannover im Zuge des Verfassungskonflikts 1837. Ernst August I. ließ sich von Leist in der Frage der Aufhebung des Staatsgrundgesetzes gutachtlich beraten. Leist vertrat für Ernst August I. auch das Wiederinkrafttreten der Verfassung des Königreichs von 1819, so vor dem Bundestag des Deutschen Bundes. So wurde er auch Mitglied des Staatsrates des Königreichs Hannover. 1839 wurde Leist Vizepräsident des Oberappellationsgerichts Celle. 1855 wurde er auch Präsident des Staatsgerichtshofs des Königreichs Hannover.
Leist war mit einer Schwester des Justizministers des Königreichs Hannover Ernst August Rumann, Tochter des Oberamtmannes zu Calenberg, Johann Levin Christoph Rumann (1705–1774) verheiratet.